# 格蕾特·斯特恩
格蕾特·斯特恩（德语：Grete Stern，1904年5月9日—1999年12月24日）是德裔阿根廷摄影师。她与丈夫奥拉西奥·科波拉一起帮助实现了阿根廷视觉艺术的现代化，并于1935年在布宜诺斯艾利斯举办了阿根廷首场现代摄影艺术展。

## 早期生活
格蕾特·斯特恩是弗里达·霍希伯格和路易斯·斯特恩的女儿，1904年5月9日出生于德国的艾尔伯费尔德。她经常去英国探亲，并在那里上小学。成年后，从1923年到1925年，她在斯图加特的艺术与工艺学校学习平面艺术，但在该领域短期工作后，她受到爱德华·韦斯顿和保罗·奥特布里奇摄影的启发，将注意力转向摄影。搬到柏林后，她师从沃尔特·彼得汉斯。 :21

## 职业生涯

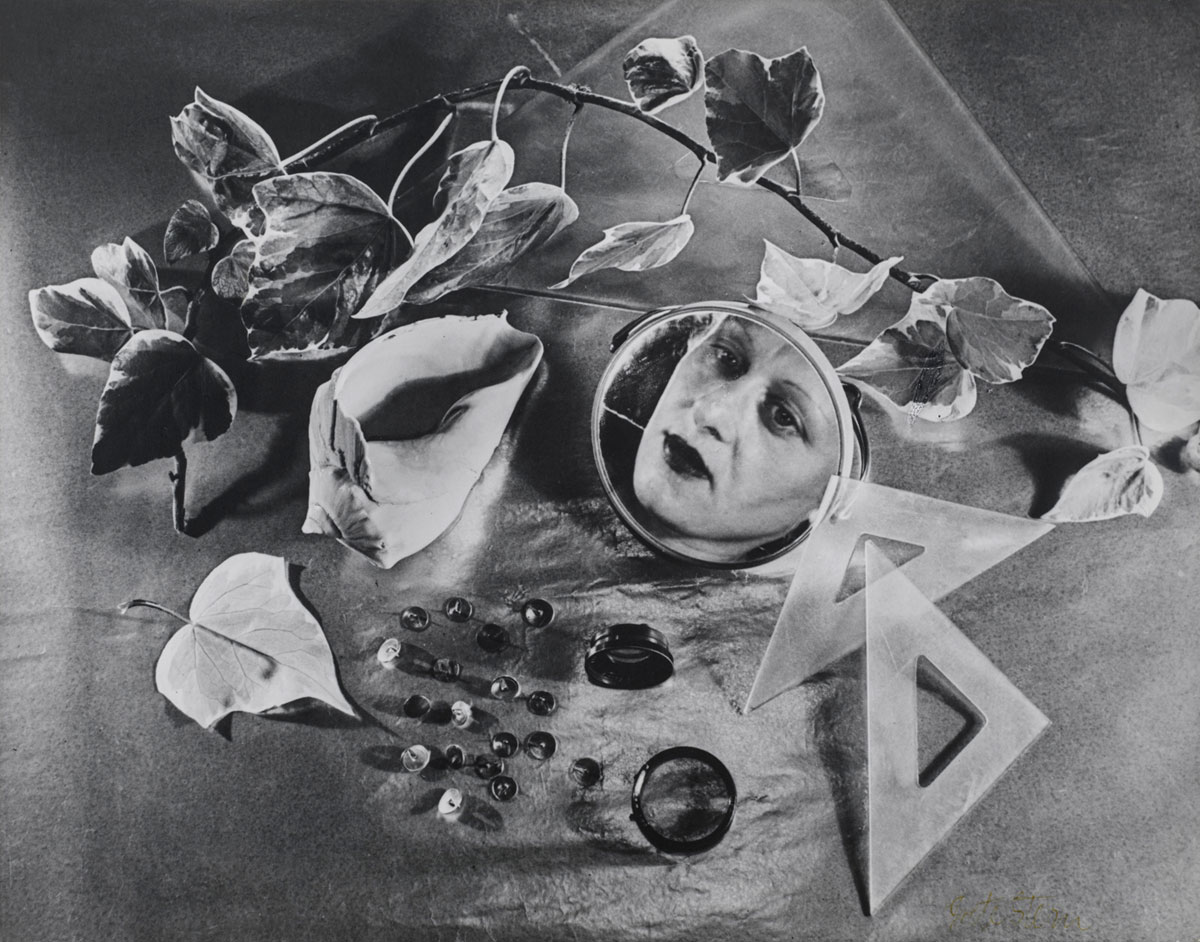
格蕾特·斯特恩，自画像，1943年

1930年，斯特恩和艾伦·罗森博格·奥尔巴赫创立了ringl+pit，这是一家广受好评、屡获殊荣的柏林摄影和设计工作室。他们使用从彼得汉斯处购买的设备，并因创新的广告而闻名。ringl+pit这个名字来自他们童年的昵称（Ringl代表Grete，Pit代表Ellen）。
1930年4月至1933年3月期间，斯特恩在德绍的包豪斯摄影工作室跟随彼得汉斯继续学习，在那里她结识了阿根廷摄影师奥拉西奥·科波拉。1933年，纳粹德国的政治气候导致她与兄弟一起移民到英国，斯特恩在那里建立了一个新工作室，很快又恢复了与奥尔巴赫的合作。
1935年，斯特恩在她的新婚丈夫奥拉西奥·科波拉的陪同下首次前往阿根廷。这对新婚夫妇在布宜诺斯艾利斯的《Sur》杂志帮助下举办了一场展览，据该杂志称，这是阿根廷第一个现代摄影展。1958年，她成为阿根廷公民。

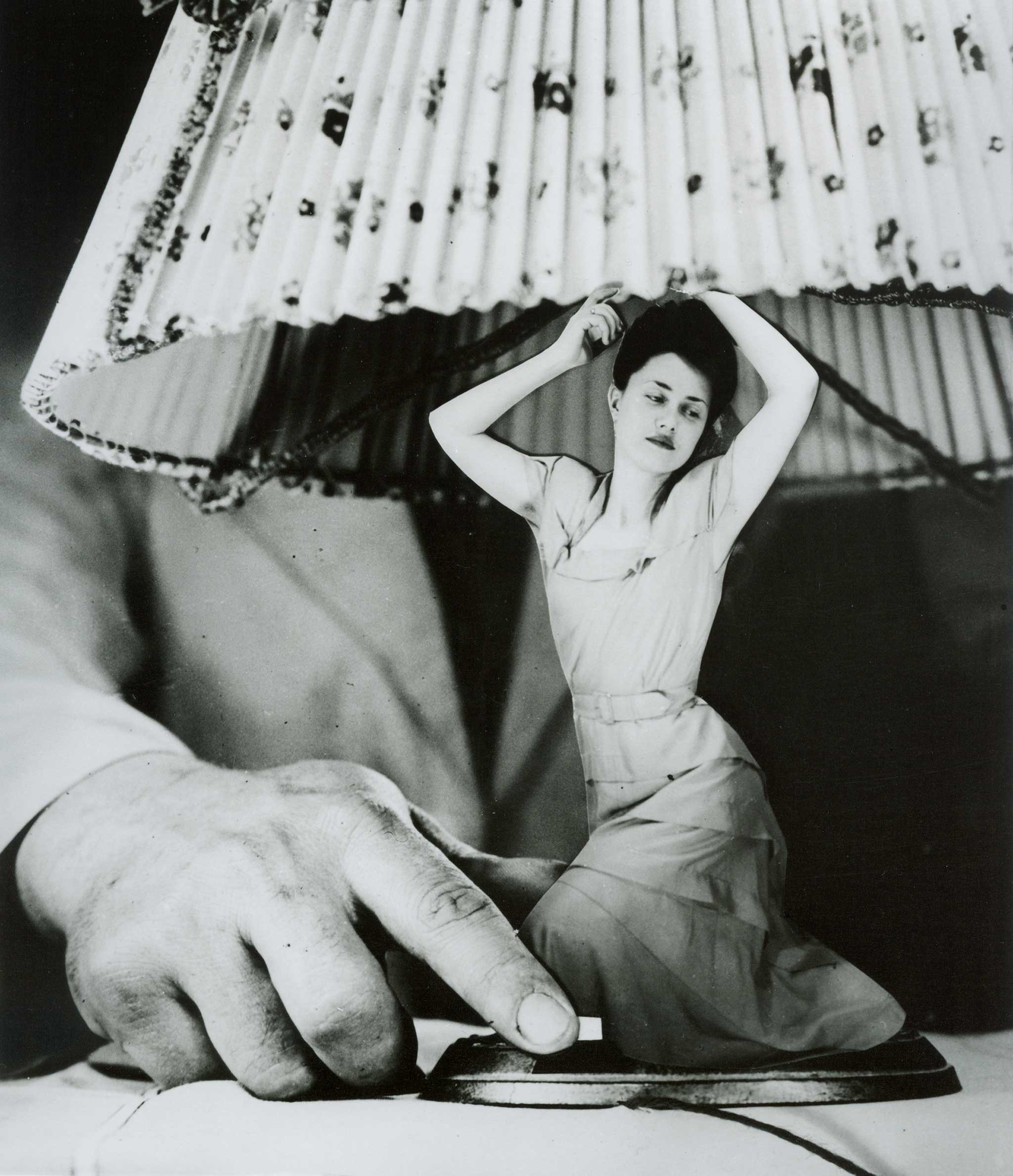
格蕾特·斯特恩设计的家用电器，1950年

1948年，斯特恩开始为《Idilio》工作，这是一本女性插画杂志，专门针对中低阶层女性。在20世纪40年代末和1950年代初，斯特恩为女性杂志《Idilio》及其专栏《心理分析会帮到你》创作了插画作品《Los Sueños》。该专栏鼓励读者提交自己的梦境，由专家进行分析，帮助读者找到“自我认识和自我帮助，帮助他们在爱情、家庭和工作中取得成功”。每周，“专家”理查德·雷斯特都会选取一个梦境对其进行深入分析，然后由斯特恩通过摄影插图的形式加以说明。斯特恩创作了大约150张这样的蒙太奇照片，其中只有46张以底片形式保存下来。斯特恩的蒙太奇照片是对读者梦境的超现实诠释，通过在她的图像中插入对阿根廷性别角色和精神分析项目的女权主义批评，常常巧妙地推翻了杂志中的传统价值观和概念。伊迪利奥系列经常被拿来与弗朗西斯科·戈雅的《苏诺斯》绘画相比较，这是他后来的作品《随想曲》的一系列初步绘画；他们也被直接与《随想曲》本身进行比较。

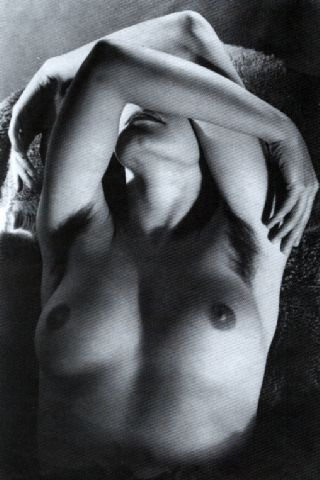
《赤裸裸III》，1946年

斯特恩为该杂志提供照片，并于1959年在东北国立大学雷西斯滕西亚担任摄影教师，并继续任教直至1985年。

## 死亡
1985年，她从摄影界退休，又活了14年，直到1999年，12月24日在布宜诺斯艾利斯去世，享年95岁。

## 遗产
1995年，纪录片导演胡安·曼德尔鲍姆制作了一部关于Studio Ringl + Pit的纪录片，《纽约时报》对此进行了评论。2005年，她的作品成为纽约现代艺术博物馆举办的名为“从包豪斯到布宜诺斯艾利斯：格蕾特·斯特恩和霍雷肖·科波拉。”

## 收藏
斯特恩的作品被以下永久收藏：
- 犹太博物馆
- 现代艺术博物馆
- 大都会博物馆
- J·保罗·盖蒂博物馆

## 延伸阅读
- Foster, David William. “Dreaming in Feminine: Grete Stern’s Photomontages and the Parody of Psychoanalysis” Ciberletras 10. 2004 http://www.lehman.cuny.edu/ciberletras/v10/foster.htm
- Lavin, Maud. “Ringl + Pit: The Representation of Women in German Advertising, 1929–33 in The Print Collector's Newsletter, Vol 16, No. 3 (July – August 1985), pp. 89–93
- Hopkinson, Amanda. "Grete Stern" obituary. The Guardian. January 18, 2000.